# رائد الفارس
رائد الفارس (1972 - 23 نوفمبر 2018)، صحفي سوري وناشط حقوقي مدني من كفرنبل، سوريا. كان مؤسس راديو فريش إف إم في عام 2013، وهي محطة إذاعية مستقلة تصل إلى المستمعين في محافظات إدلب وحلب وحماة. اغتيل على يد مسلحين مجهولين في مسقط رأسه. وُجِّهت اللوم إلى هيئة تحرير الشام في وفاته.
بزغَ نجمهُ إبّان الثورة السورية ضدّ نظام الأسد عام 2011 وزادت شهرته عام 2013 بعدما أصبحَ فاعلًا مدنيًا وأحد أبرز المُعارضين لسياسات النظام السوري وباقي الجماعات المُتشددة والمُتطرّفة. اشتهرَ رائد على نطاقٍ واسع باعتبارهِ مُصمّم اللافتات التي كانَ يهاجم فيها شِعريًا بشار الأسد ومؤيديه.

## النشاط السياسي
بدأَ الفارس نشاطهُ السياسي مطلعَ عام 2013 من خِلال تأسيسهِ لإذاعة محلية تدعى فريش لتكون بذلك منبرًا إعلاميًا معارضًا منذ بداية الثورة قبل عامين. حظيَ رائد بشهرة كبيرة بسببِ الشعارات التي كان يُصمّمها والتي كانَ يُهاجمِ فيها عديد الجهات بما في ذلك النظام السوري، الجماعات المتشددة والمُتطرفة، إيران، روسيا وغيرهم من الجماعات الفاعلة. اعتُقلَ رائد عام 2016 على يدِ عناصرَ من جبهة النصرة – التي تحوّلت فيمَا بعد إلى هيئة تحرير الشام – وذلك بتهمة كتابة منشورات ومقالات بِها «خللٌ شرعي». بُعيدَ اعتقالهِ؛ صادرت الهيئة معدات الراديو الذي كانَ يديره في إدلب ولم تُطلِق سراحه إلّا بعد حصولها على ضمانات من شخصيات سورية مُعارضة أخرى. أسّس الفارس أيضاً اتحاد مكاتب الثورة وذلكَ بعد مشاركته المبكرة في التظاهرات السلمية؛ ويعملُ المكتب على دعم العديد من النشاطات المدنية في مدينة إدلب.

## اغتيالهُ
تعرّض رائد لمُحاولة اغتيالٍ أولى في عام 2014 على يدِ عناصر مجهولة لكنّه نجا بأعجوبة. أثارت محاولة الاغتيالِ هذه حينها جدلًا كبيرًا في وسط النشطاء السوريين والعرب وكذا ساكنة وأهالي مدينة كفرنبل الذين نظموا تظاهرة رفعوا فيها لافتة ضخمة كُتب عليها عبارة «فارس الحقيقة ... شُلّت يد الغدر التي آذتك ... محاولة اغتيال الفارس إرهاب نحن ضده» كما أُطلقت مجموعة من الحملات والتغطيات الإعلامية التي تدين ما حصل له وتتضامنُ معه ومعَ ما يقوم به.  بعدَ ذلك بأربعِ سنوات؛ اغتيلَ رائد الفارس يوم الجمعة الموافق لـ 23 نوفمبر من عام 2018 في مدينة كفرنبل جنوب إدلب على يدِ مسلحين مجهولين أطلقَا النار عليه هوَ وصديقهُ حمود جنيد عقبَ انتهائهما من تأدية صلاة الجمعة مُباشرة. حينها نُقلَ الناشِطينِ إلى أحد مستشفيات مدينة كفرنبل لتلقي الإجراءات الطبية اللازمة لكنهما فارقا الحياة قبل الوصول.

### المسؤولية
لم تتبنى أيّ جهة مسؤولية اغتيال الناشط السياسي والحقوقي رائد لكنّ أصابعَ الاتهام كلها أشارت إلى هيئة تحرير الشام خاصّة أنّها الجهة التي تسيطر على المنطقة ناهيك عن سجلها السيء في اغتيال الناشطين الإعلاميين والحقوقيين وغيرهم.

### ردود الفعل
خلّف مقتلُ رائد موجة غضب وسخط عارم وسطَ الحقوقيين السوريين ومعارضي سياسات النظام فيما ألقى آخرونَ جامّ غضبهم على هيئة تحرير الشام – التي لا تحظى بقبول المعارضة المعتدلة – باعتبارهِا الجِهة الأولى المسؤولة عن عمليّة اغتياله. في ذات السياق؛ تداول الصحفي والناشط السوري الآخر هادي العبدالله خبرَ مقتل رائد عبرَ حسابه الشخصي في موقع تويتر ثمّ غرَد عبرَ سلسلة من التغريدات حول الفارس وما كانَ يقومُ به كما ندّد بتحركات بعض الجماعات المشبوهة وحذر منها أمّا الصحفية في قناة التلفزيون العربي نور حداد فقد نعت رائد وكتبت: «رائد الفارس .. شهيدًا في كفرنبل.. القتلة الجبناء يخشون الحرية.. اللعنة عليهم..»